# Stade
Stade (título completo "Hansestadt Stade" = "Ciudad Hanseática de Stade") es una ciudad en el estado federado de Baja Sajonia de Alemania, capital del Distrito de Stade y está a unos 45 km al oeste de Hamburgo. La atraviesa el río Schwinge. El río Elba está aproximadamente a 4 km del centro de la ciudad, al noreste. Tiene casi 47.000 habitantes.

## Geografía
Stade está situada en un montículo de arena sólida que se adentra en el valle del río Elba. El paisaje de los alrededores es una llanura aluvial casi plana. Entre Stade y Hamburgo se estrechó el famoso "Altes Land" ("País Viejo") y el paisaje al noreste se llama "Kehdingen".

## Historia
Stade es una de las ciudades más antiguas del norte de Alemania. Los primeros establecimientos humanos en el área de Stade se remontan a 30.000 años a. C. a pero la actual población fue fundada alrededor del año 800, cerca de un antiguo castillo sajón abandonado (la "Schwedenschanze"). En el año 994, la ciudad fue mencionada por primera vez debido a un ataque de los vikingos.
Hasta el siglo XIII, la importancia de Stade resultaba de su posición como el único punto de cruce del bajo río Elba. La ruta de comercio conducía desde la Península de Jutlandia a través de Schleswig-Holstein hasta el puerto de Itzehoe y salía al encuentro de las rutas de comercio en dirección a Paderborn y Hannover. Después de la extinción de los condes de Stade, la ciudad pasó a manos de Enrique el León. En 1209 el emperador Otto IV le otorgó a Stade los privilegios de ciudad, de modo que el arzobispado de Bremen quedó confirmado en 1236. 
En la Edad Media (desde 1200 hasta 1601), Stade fue miembro de la Liga Hanseática, pero después fue eclipsada por Hamburgo. En 1279 el consejo se dio su propia constitución, los "Estatutos de Stade". La reforma protestante fue introducida en 1522.
Después de la Guerra de los Treinta Años Stade fue ocupada por Suecia en 1645 y formó parte de ese país hasta 1712. La ciudad funcionó como capital de los territorios suecos en el noreste de Alemania y algunos de los edificios construidos por los suecos todavía están en uso. 
En el gran incendio del 26 de mayo de 1659 se quemaron las dos terceras partes de la ciudad; fue reconstruida con el mismo diseño. En 1355 y el 1712, Stade sufrió la epidemia de la Peste Negra, que mató como mínimo a entre el 30 y el 40% de su población. 
Después de una corta ocupación por Dinamarca, Stade fue parte del principado de Hanóver de 1715 a 1866 cuando este Estado fue anexado por Prusia. El gobierno prusiano finalmente permitió la expansión de la ciudad y el desarrollo de la industria y del comercio. Stade recibió una conexión de ferrocarril.
Durante el III Reich, los judíos de Stade que no pudieron huir fueron deportados y asesinados. Durante la Segunda Guerra Mundial, Stade resultó poco afectada por los bombardeos aliados. Después de la guerra, muchos refugiados del este de Alemania se asentaron en la ciudad.

## La Ciudad

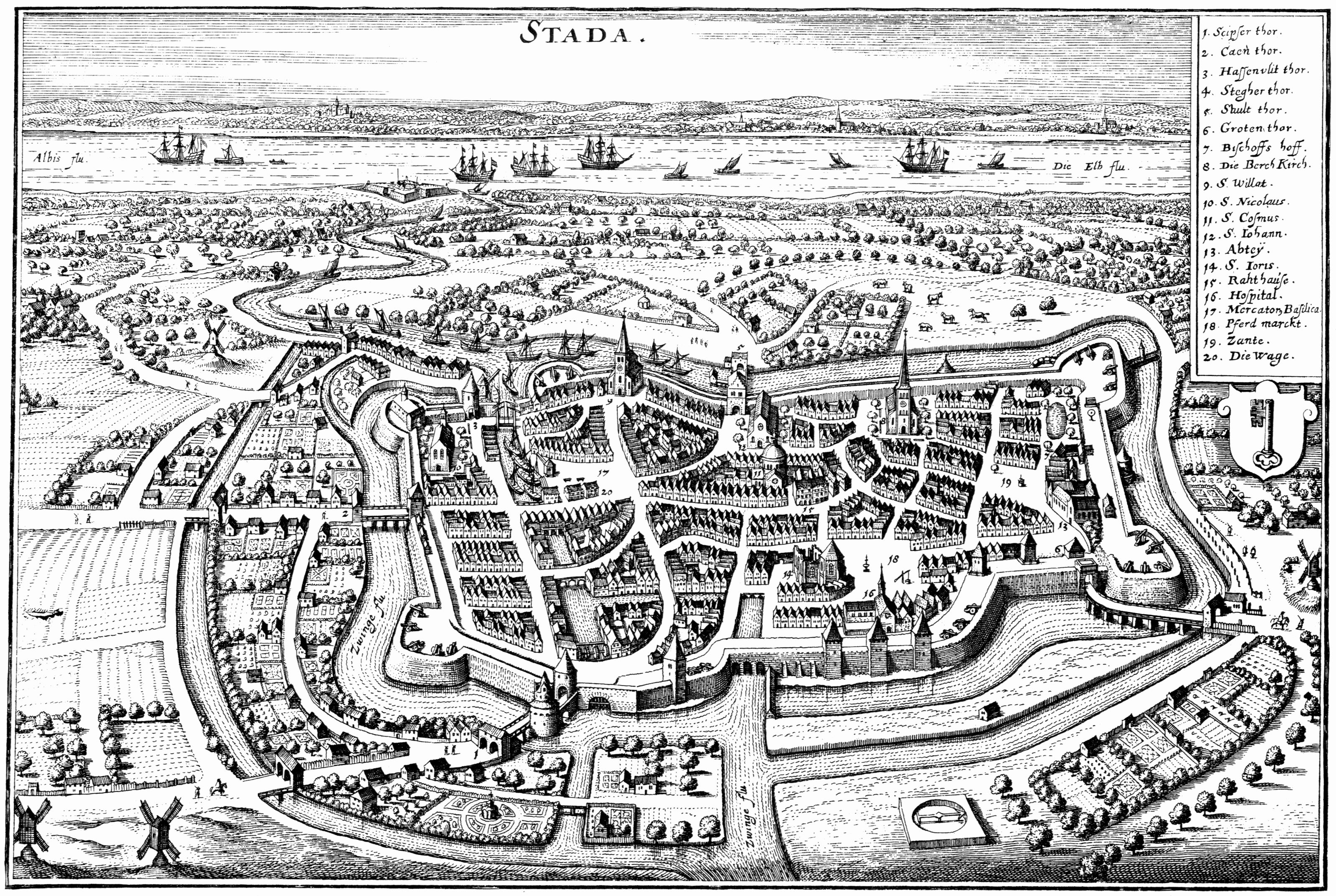
Stade en 1640.

El centro de Stade es el casco antiguo, situado en la isla del río Schwinge. Alrededor de ella se encuentran varios barrios como Campe, Hohenwedel, Schölisch, Kopenkamp, Kehdingertors Vorstadt, Hohentors Vorstadt, Schiffertors Vorstadt, Ottenbeck, Altländer Viertel, Klein Thun, Groß Thun, Barge und Riensförde. 
También existen los municipios de Bützfleth, Haddorf, Hagen y Wiepenkathen que tienen su propia representación política en los consejos municipales. Estos consejos tienen entre 9 y 13 miembros. El tamaño depende del número de habitantes del barrio. El portavoz es el Ortsbürgermeister (alcalde del barrio). Es obligatorio para las autoridades escuchar los consejos municipales respecto a cada acción importante que concierne al municipio. Sin embargo, la decisión final la toma el concejo de la ciudad de Stade (Stadtrat).

## Política
El ayuntamiento consiste del alcalde y del concejo de la Ciudad. En las elecciones de 2011 Silvia Nieber (SPD) fue elegida alcaldesa. El consejo tiene 41 escaños.

## Edificios

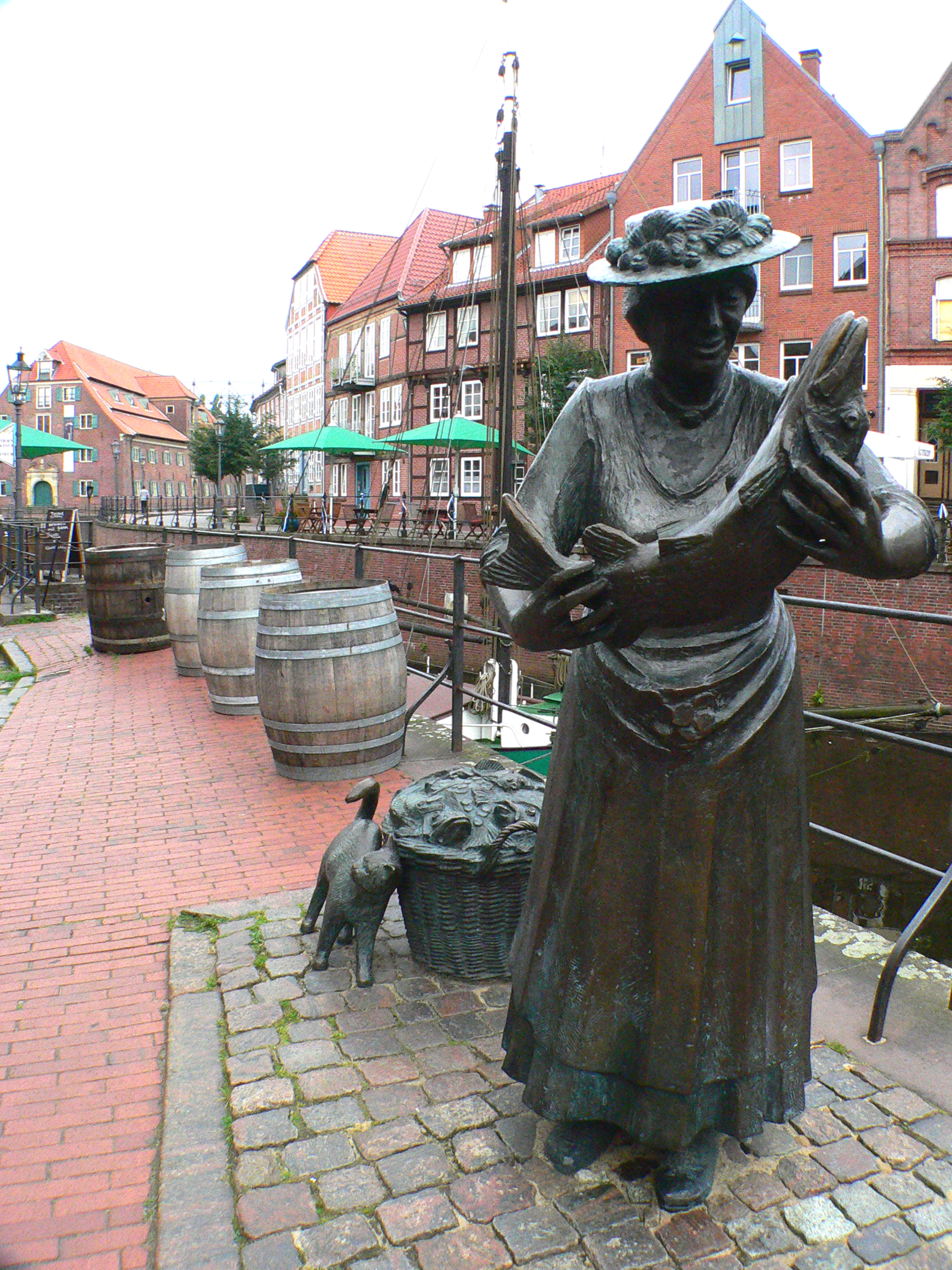
Vendedora de Pescado.

El casco antiguo es uno de los más bellos de Alemania. Situado en la isla del río Schwinge y rodeado de las viejas fortificaciones suecas tiene muchas casas antiguas de paredes entramadas. El pintoresco antiguo puerto hanesático conforma el núcleo del centro histórico con muchos bodegones y restaurantes al aire libre en verano.
Los edificios más importantes son las dos iglesias, la de los Santos Cosme y Damián y la de San Wilhadi, ambas de la Edad Media. La vieja casa consistorial fue construida después el gran incendio en 1667. El gobierno sueco dejó en herencia el "Schwedenspeicher" (Almacén de Víveres) y el "Zeughaus" (Casa de Armamento). El Monasterio de San Juan ("Johanniskloster") se encuentra cerca de la Iglesia de los Santos Cosme y Damián.
Cerca de Stade se encuentran las torres eléctricas de las líneas 1 y 2 para el cruce del Elba. Las torres de la línea 2 son las más altas del mundo.

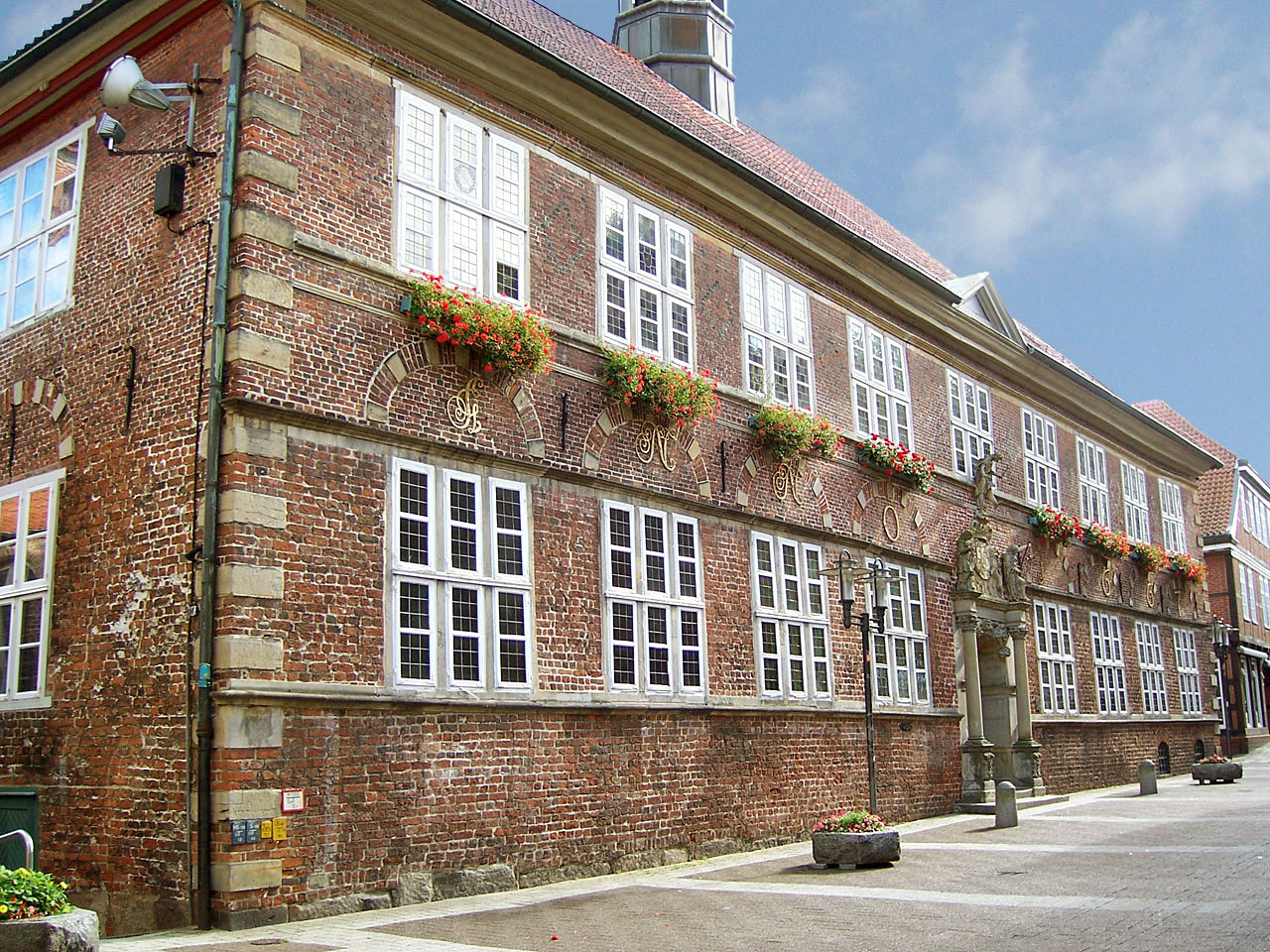
Casa Consistorial 1667
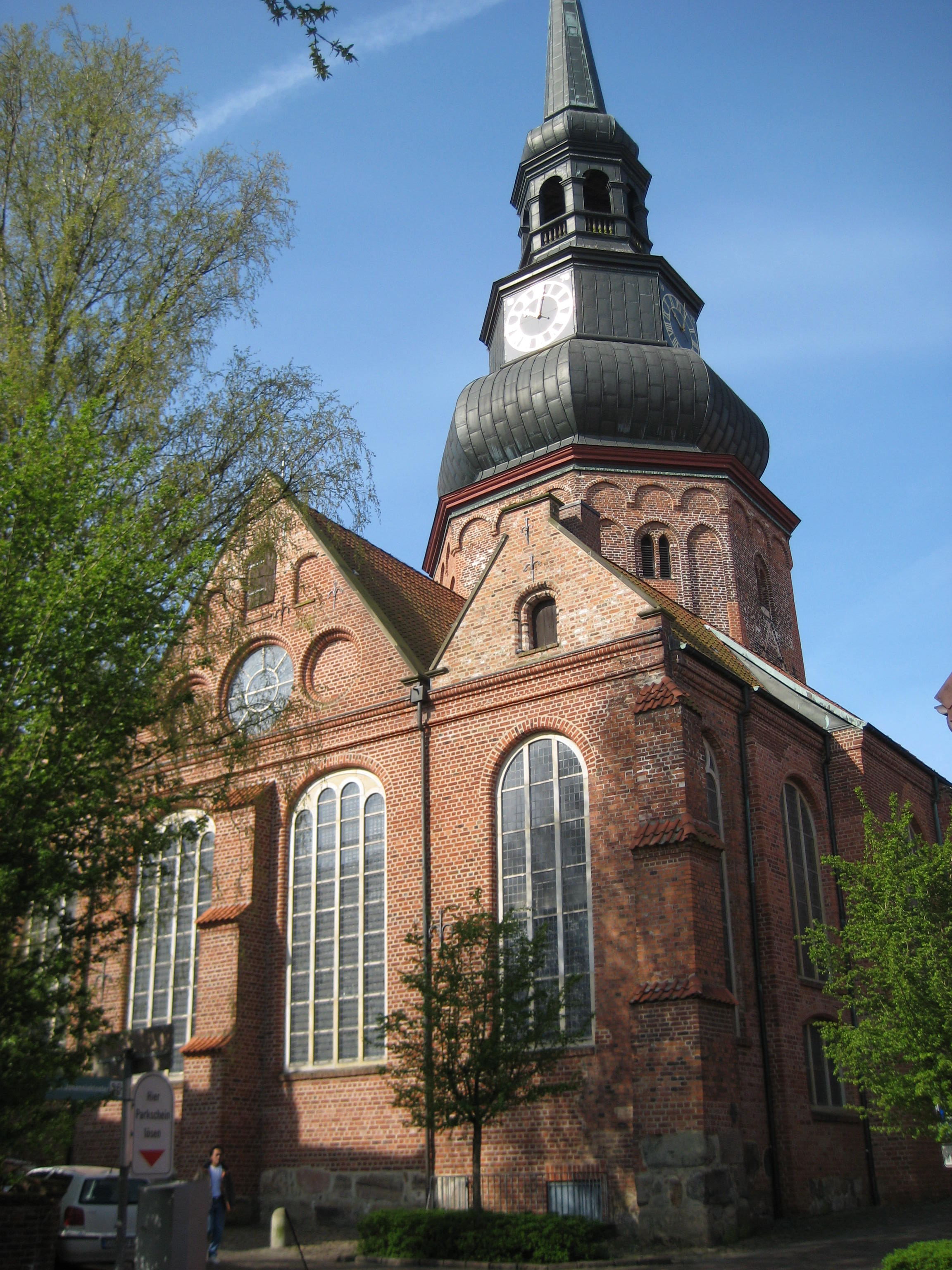
Iglesia de los Santos Cosme y Damián
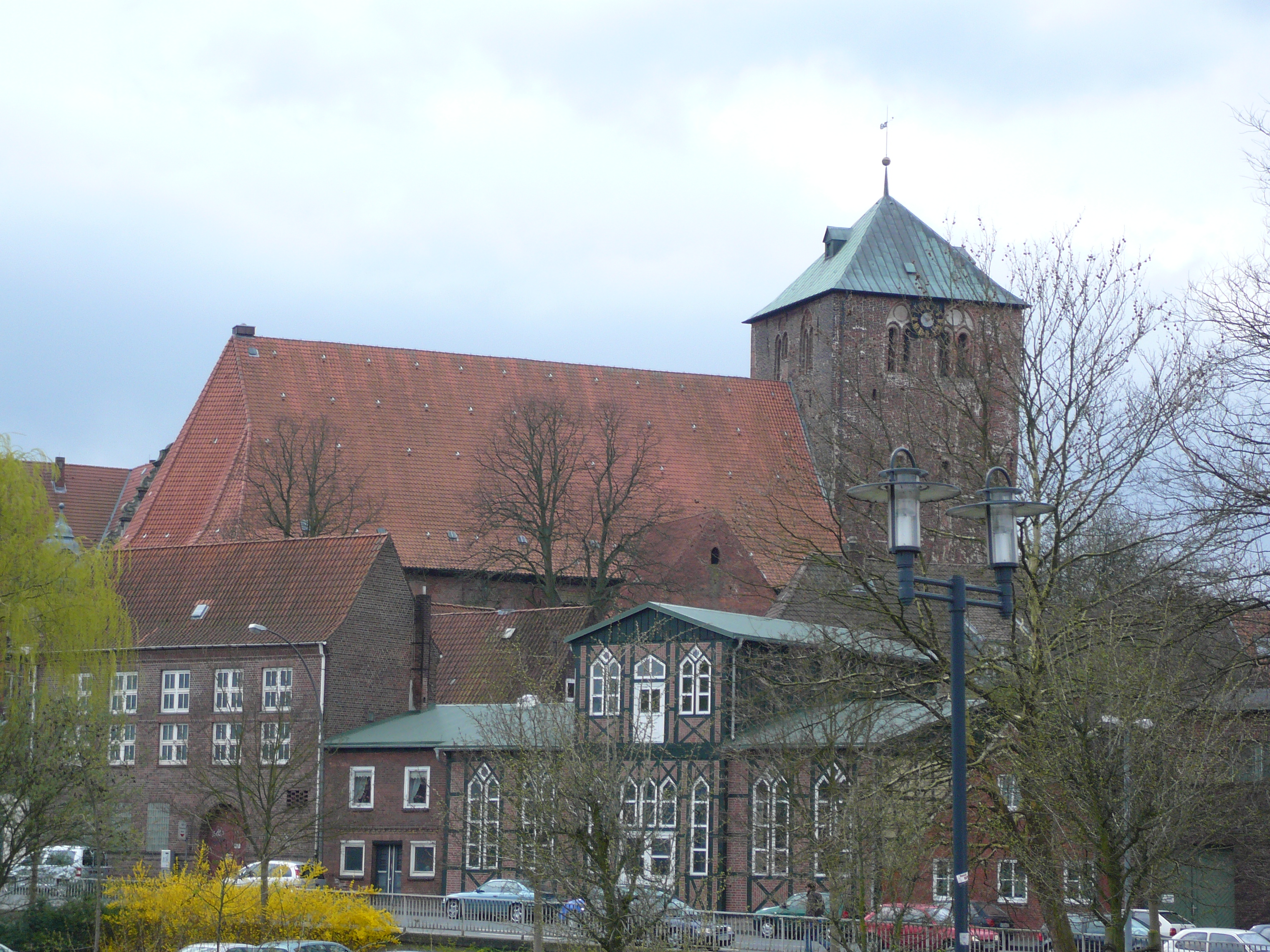
Iglesia de San Wilhadi
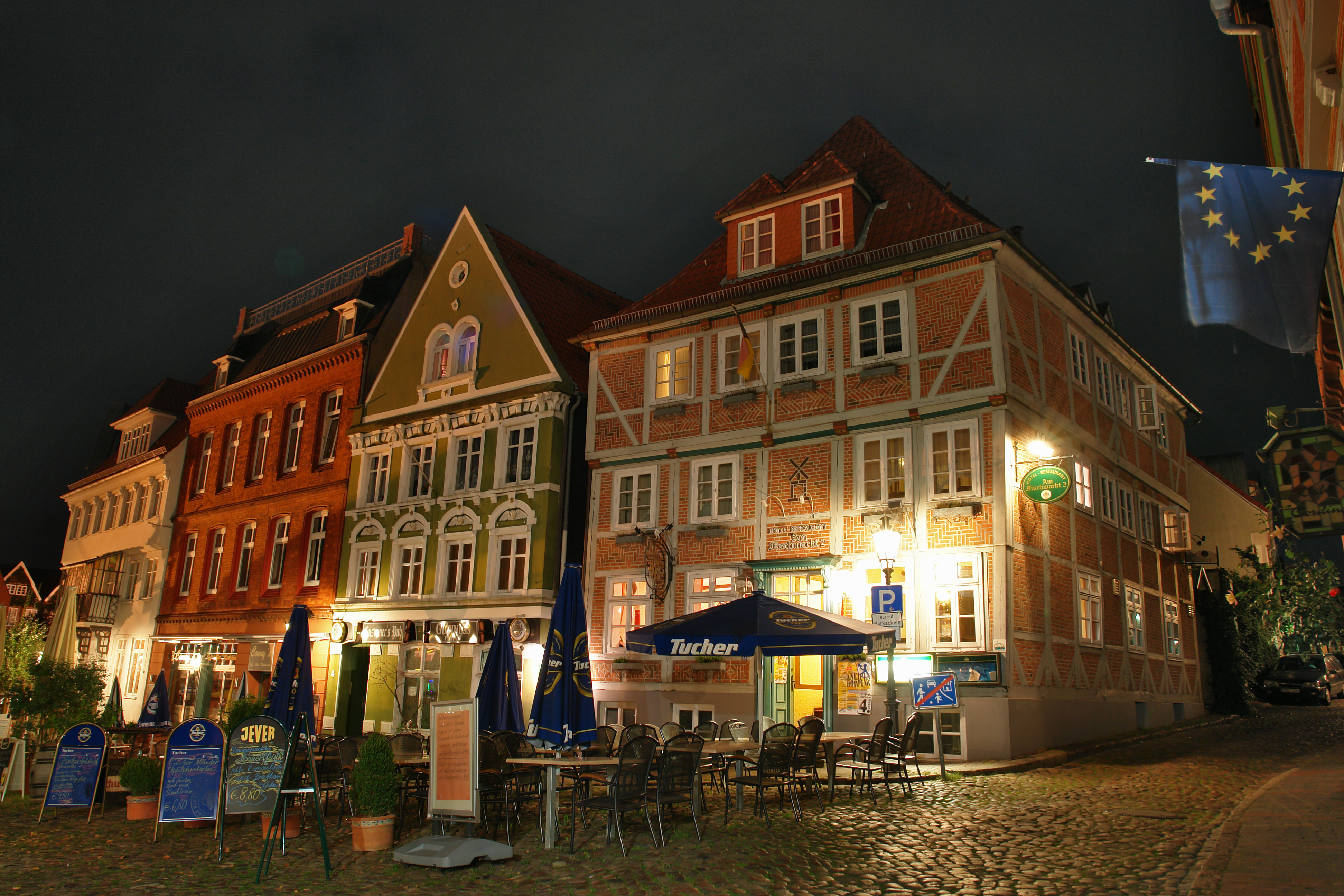
Pl. del Mercado de Pescado
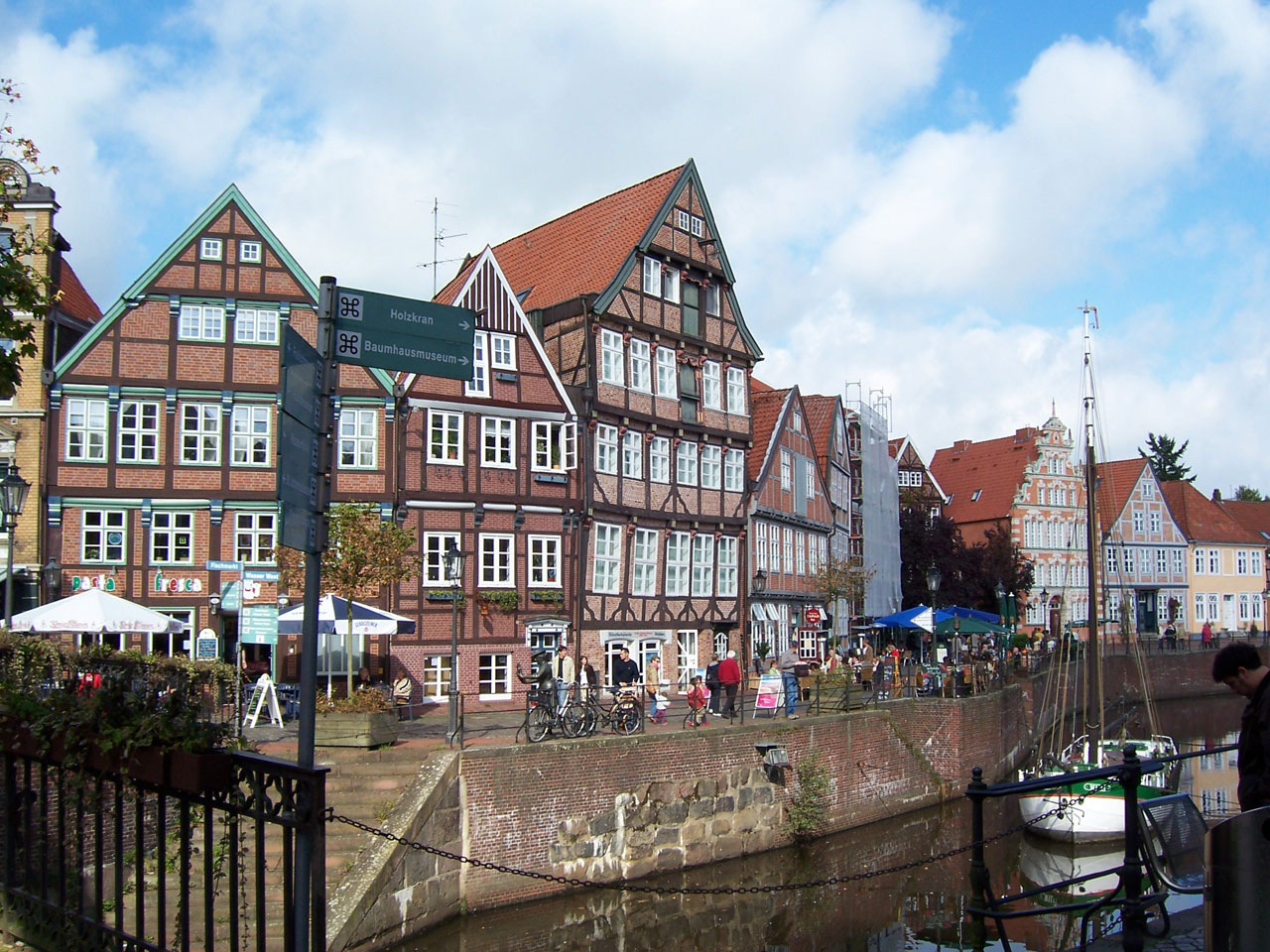
Casas en el Puerto Viejo Hanseatico
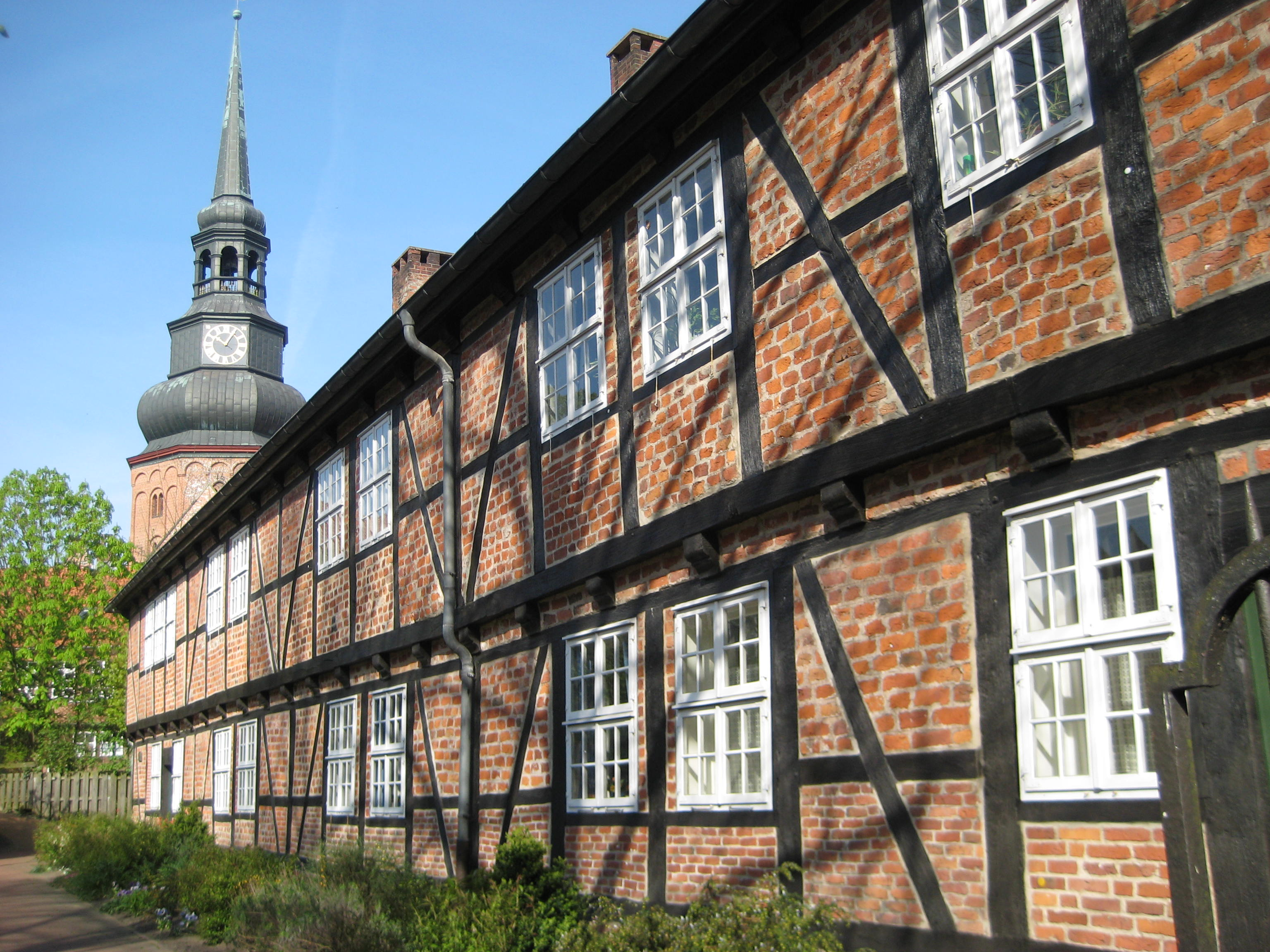
Monasterio de San Juan
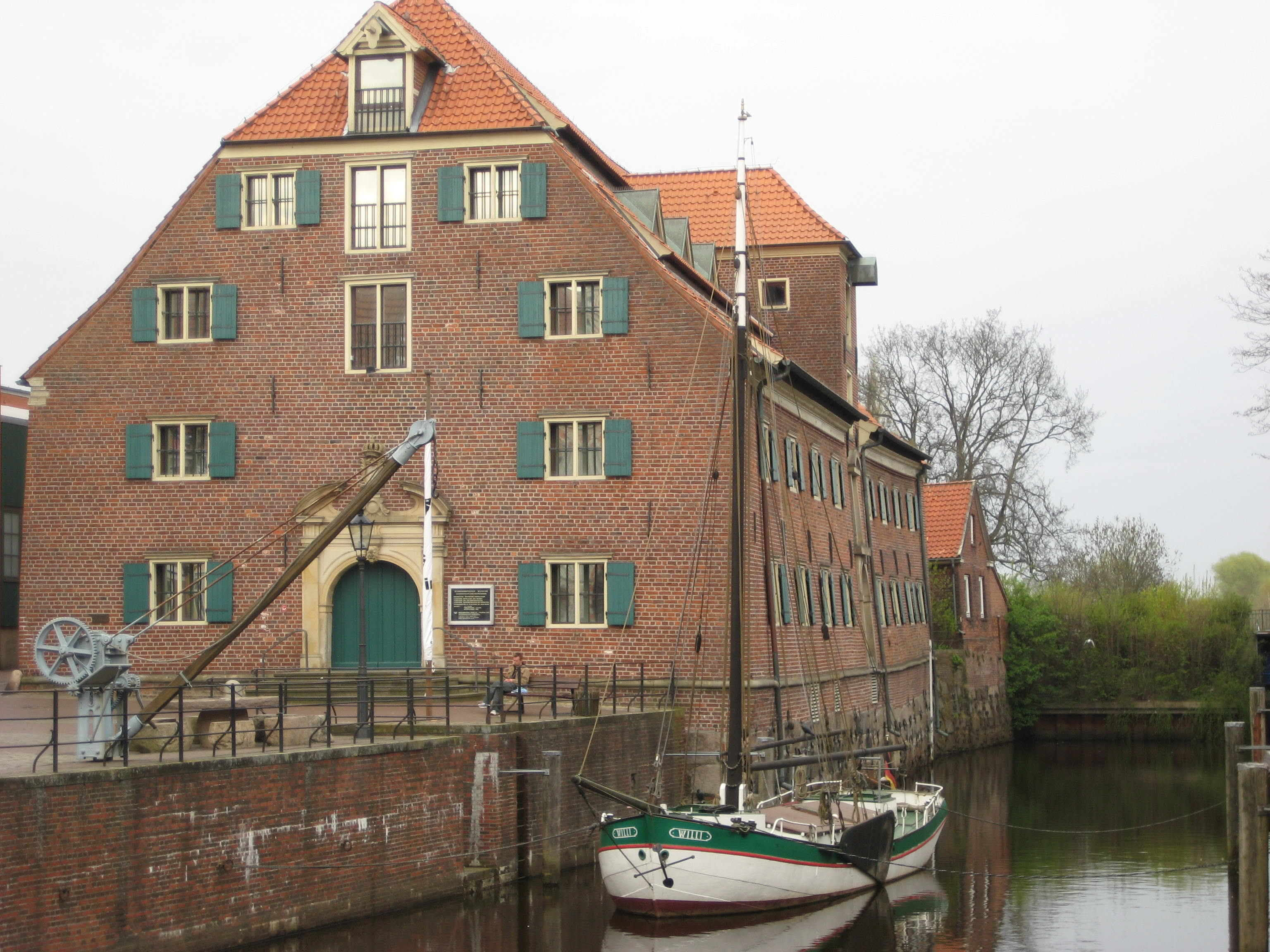
Almacén Sueco de Víveres
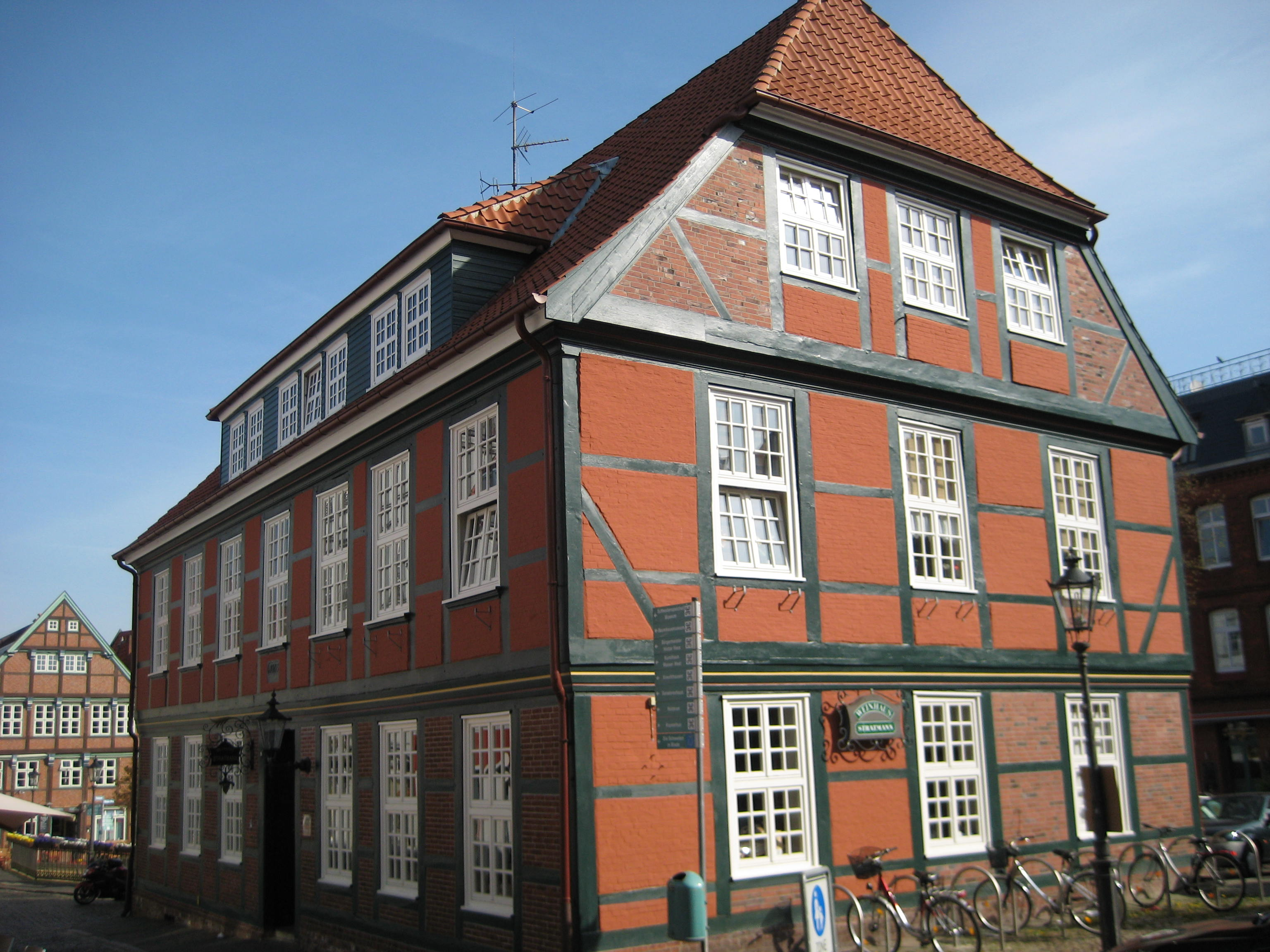
Antigua Casa de Aduana

## Economía
En las últimas décadas, Stade se ha visto muy beneficiada por la presencia de las industrias química y aeroespacial en el río Elba, tales como Dow Chemical y Airbus. Otra empresa importante es "Alúmina Óxido Stade".
También tuvo una planta de energía nuclear en el río Elba que fue conectada a la red de energía en 1972, convirtiéndolo en el segundo reactor alemán más antiguo. Como consecuencia de la decisión alemana de proceder al apagado de las plantas de generación de energía nuclear, Stade resultó la primera planta afectada, cerrándose permanentemente el 14 de noviembre de 2003. El proceso de desmantelamiento de la instalación se calcula que quedará finalizado en 2015.
En los alrededores de Airbus se ha formado un red de empresas que trabajan con materiales compuestos de fibra de carbono. Se llama CFK-Valley y es único en Europa. Millones de euros se están invirtiendo en la exploración de este material.
También hay una clínica regional, el "Elbe-Klinikum Stade", con 570 camas.

## Tránsito e infraestructura
Stade está situada en la línea de ferrocarril Hamburgo-Cuxhaven y en el punto de cruce de las carreteras federales B73 (Hamburgo-Cuxhaven) y B74 (Stade-Bremen).
En 2007, una línea de ferrocarril metropolitana prolongó el recorrido desde Hamburgo hasta Stade. Los trenes que salen de Stade cada 60 minutos llegan al centro de Hamburgo en aproximadamente una hora. La nueva conexión se llevó a cabo con la expectativa de que incremente el atractivo de la Ciudad tanto para los negocios como para residencia de personas que trabajen en Hamburgo.
En 2008 se finalizó la construcción de la primera parte de la autovía A 26 Hamburgo-Stade. Todo el proyecto deberá estar terminado en 2015.
Stade tiene sobre el Elba un puerto comercial que sirve a la industria de la región. A futuro se considera ampliar considerablemente el puerto de modo que permita el transporte de contenedores.

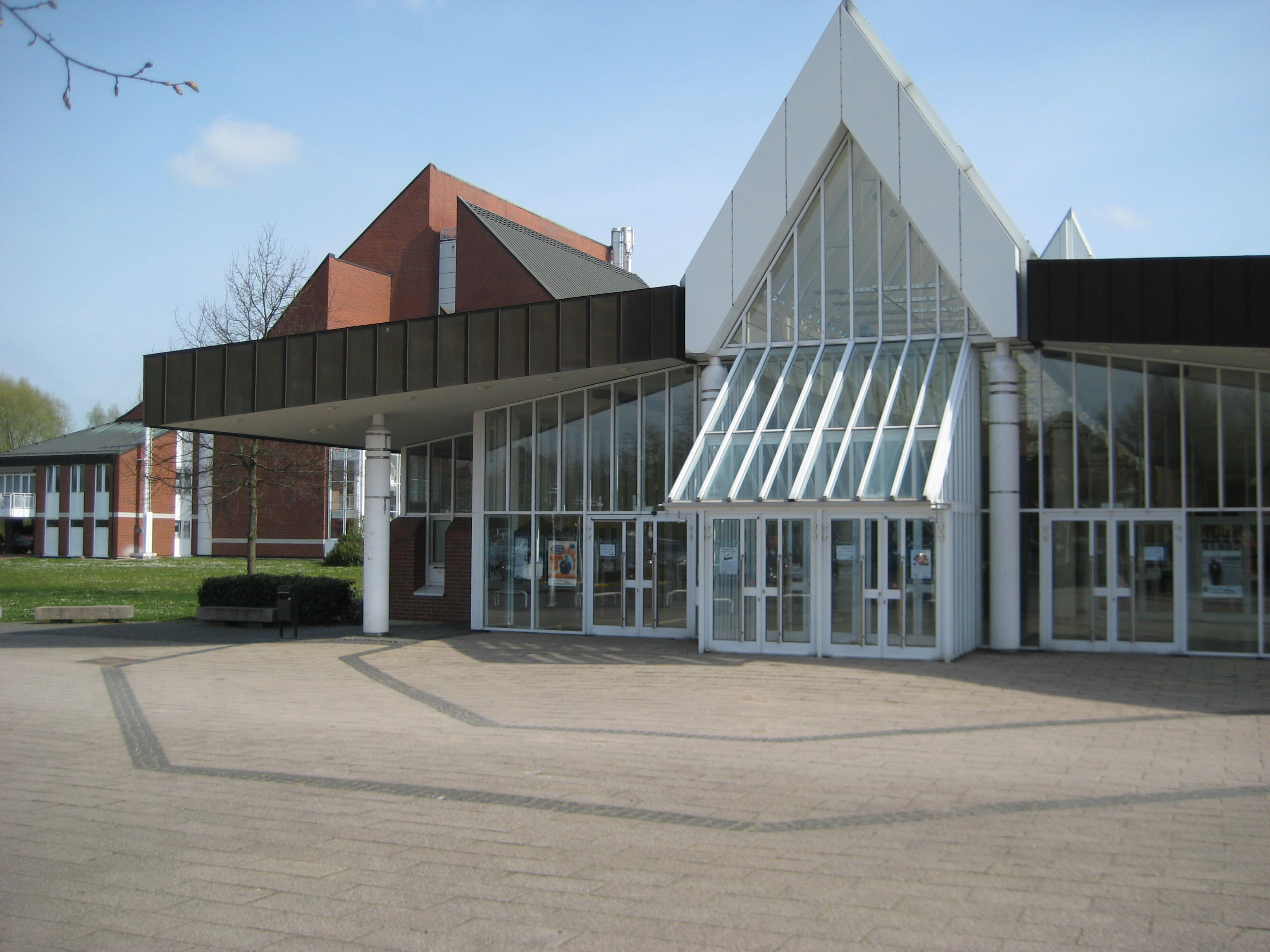
STADEUM.

## Turismo
Debido a la belleza del pintoresco barrio viejo, de los paisajes de los alrededores y su proximidad a Hamburgo, Stade se ha convertido en un destino importante del turismo en el noroeste de Alemania. El río Elba también ofrece muchas posibilidades para los visitantes. 
Hay seis hoteles, varias pensiones y un albergue juvenil muy moderno. Una piscina cubierta climatizada con muchas atracciones está abierta todo el año hasta el comienzo de la temporada de la piscina al aire libre en verano. En la ribera del río Elba hay playas de arena blanca.
Se pueden descubrir  pueblos pintorescos e iglesias viejas en la región de Stade. Stade está situada en la Ruta de los Molinos y la Ruta alemana de Fachadas Entramadas.

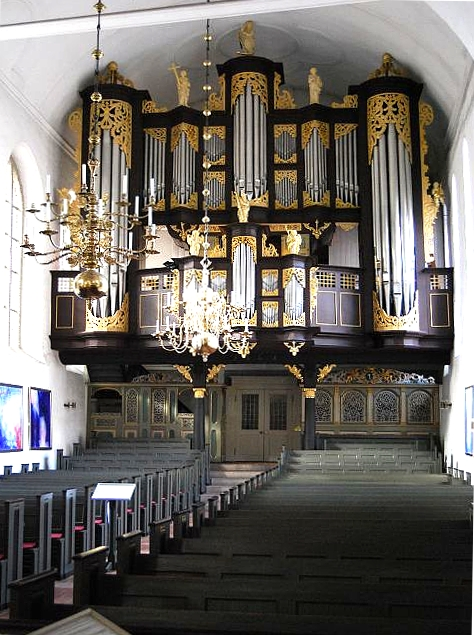
Órgano en la Iglesia de los Santos Cosme y Damián.

## Cultura
El auditorio municipal Stadeum es una moderna sala de congresos y ofrece también su espacio para obras de teatro, conciertos, fiestas y otros actos.
Stade tiene diversos museos como el Museo del "Schwedenspeicher", la Casa de Artes (Kunsthaus), el Museo Regional (Heimatmuseum) y el Museo de Tecnología y Tránsito.
Una peculiaridad de Stade y su región son los órganos. Las iglesias antiguas albergan algunos de los más famosos órganos del mundo, especialmente de los siglos XVII y XVIII. Estudiantes de música de muchos países se acercan a la Ciudad para tocar los instrumentos y hay conciertos prácticamente cada fin de semana. Hay más de 70 órganos históricos en los alrededores de Stade y la Academia de Órganos de Stade (Orgelakademie Stade) es muy conocida por la calidad de su trabajo.
Una tradición única de Stade son las cuatro hermandades que existían desde fines de la Edad Media. Todavía los hermanos celebran sus festivos tradicionales y ayudan a los pobres.

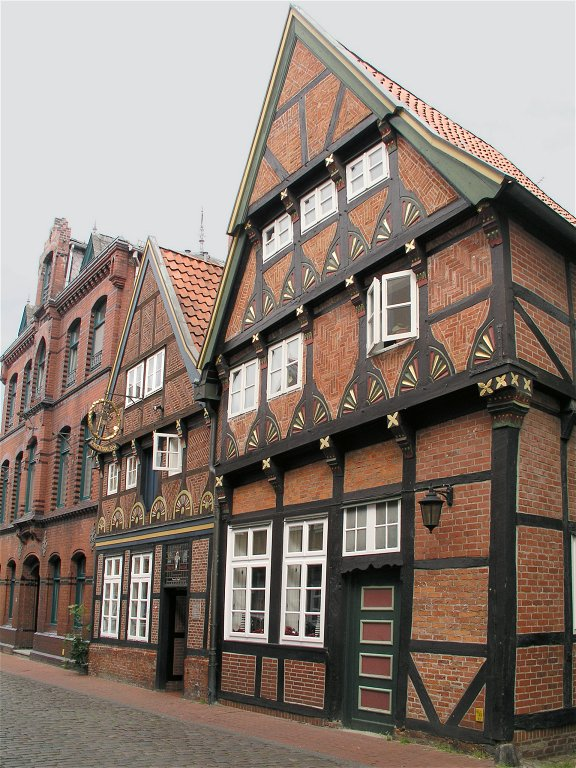
Knechthausen, desde el la casa de los cerveceros, hoy un buen restaurante.

## Religión
Hoy aproximadamente 60 % del población son luteranos y 8 % católicos. 
En un principio, la zona de Stade pertenecía al arzobispado católico de Bremen. Entre 1522 y 1527 las ideas del reformador Martín Lutero se hicieron populares en la Ciudad, y desde entonces y durante varios siglos, Stade fue una ciudad casi exclusivamente protestante. Hoy en día la zona de Stade pertenece a la Iglesia luterana estatal de Hannover. Además de los luteranos hay varias confesiones de protestantes no afiliados a la Iglesia Evangélica en Alemania.
A partir de 1945 volvió a haber misas católicas para los refugiados y desplazados de las provincias del este de Alemania de esa confesión. También se construyó la Iglesia católica del Santo Espíritu.
En 2007 los musulmanes construyeron la primera mezquita en Stade. Además hay una parroquia de la Iglesia de Jesucristo de los Santos de los Últimos Días.

## Educación e Investigación
En la ciudad de Stade hay dos institutos de enseñanza media: el Athenaeum y el Vincent-Lübeck-Gymnasium, ambos con una larga trayectoria en la región. Además, cuenta con cuatro escuelas superiores profesionales que ofrecen formación en tecnologías de la información, ciencias de la nutrición, asuntos sociales y economía. Stade también dispone de dos escuelas secundarias adicionales, numerosas escuelas primarias, centros de educación especial, una escuela Waldorf y una Volkshochschule (colegio comunitario) para la formación de adultos.
Desde 2006, Stade es la sede de la escuela técnica superior privada Göttingen-Stade. Aquí por primera vez en Europa se pueden obtener títulos de grado en las asignaturas de materiales compuestos de fibra de carbono.

## Medios de Información
Prensa: el único periódico diario local es el Stader Tageblatt. 
Cada semana se publican los periódicos gratuitos Wochenblatt y Mittwochsjournal. Proporcionan artículos de interés local y se financian mediante anuncios publicitarios de empresas locales. 
Radio: sobre todo se escuchan la emisora pública de Baja Sajonia, el NDR, Radio Antenne, ffn.

## Clima
Debido a la influencia marítima, el clima es más suave que en el interior oriental. 
Los meses más cálidos en Stade son junio, julio y agosto, con temperaturas medias de 19,9 a 22,2 °C. Los más fríos son diciembre, enero y febrero, con temperaturas medias de -1,4 a 0 °C. Las temperaturas alrededor de 28 °C no son improbables en verano. Desde la década de 1990 las temperaturas máximas han llegado a alcanzar hasta 38,5 °C (20 de julio de 2006). El clima es húmedo durante todo el año. En el transcurso del año, se ha reducido el promedio de 746 mm de precipitaciones, especialmente en los últimos años (2004-2008).
| Parámetros climáticos promedio de Stade | Parámetros climáticos promedio de Stade | Parámetros climáticos promedio de Stade | Parámetros climáticos promedio de Stade | Parámetros climáticos promedio de Stade | Parámetros climáticos promedio de Stade | Parámetros climáticos promedio de Stade | Parámetros climáticos promedio de Stade | Parámetros climáticos promedio de Stade | Parámetros climáticos promedio de Stade | Parámetros climáticos promedio de Stade | Parámetros climáticos promedio de Stade | Parámetros climáticos promedio de Stade | Parámetros climáticos promedio de Stade |
| Mes                                     | Ene.                                    | Feb.                                    | Mar.                                    | Abr.                                    | May.                                    | Jun.                                    | Jul.                                    | Ago.                                    | Sep.                                    | Oct.                                    | Nov.                                    | Dic.                                    | Anual                                   |
| --------------------------------------- | --------------------------------------- | --------------------------------------- | --------------------------------------- | --------------------------------------- | --------------------------------------- | --------------------------------------- | --------------------------------------- | --------------------------------------- | --------------------------------------- | --------------------------------------- | --------------------------------------- | --------------------------------------- | --------------------------------------- |
| Temp. máx. media (°C)                   | 2.2                                     | 3.3                                     | 7.2                                     | 11.7                                    | 16.7                                    | 20                                      | 21.1                                    | 21.1                                    | 17.8                                    | 12.8                                    | 7.2                                     | 3.9                                     | 12.2                                    |
| Temp. mín. media (°C)                   | -2.2                                    | -2.2                                    | 0                                       | 2.8                                     | 7.2                                     | 10                                      | 12.2                                    | 11.7                                    | 8.9                                     | 6.1                                     | 2.2                                     | -1.1                                    | 4.4                                     |
| Precipitación total (mm)                | 61                                      | 40.6                                    | 55.9                                    | 50.8                                    | 55.9                                    | 73.7                                    | 81.3                                    | 71.1                                    | 71.1                                    | 63.5                                    | 71.1                                    | 71.1                                    | 63.5                                    |
| Fuente: www.wetter.de                   |                                         |                                         |                                         |                                         |                                         |                                         |                                         |                                         |                                         |                                         |                                         |                                         |                                         |

## Escudo

Gran Escudo de Stade.

El escudo de la Ciudad muestra una llave de plata, en posición vertical (la llave de san Pedro de los arzobispos de Bremen) en un cuadro azul, a derecha e izquierda de ella hay dos grifos de plata, con melena y alas de oro, lengua roja y con las letras SPQST en la bandera. (Senatus Populusque Stadensis, en latín "El Consejo y los ciudadanos de Stade").